# The Coca-Cola Company

Das alte Logo bis Juni 2020

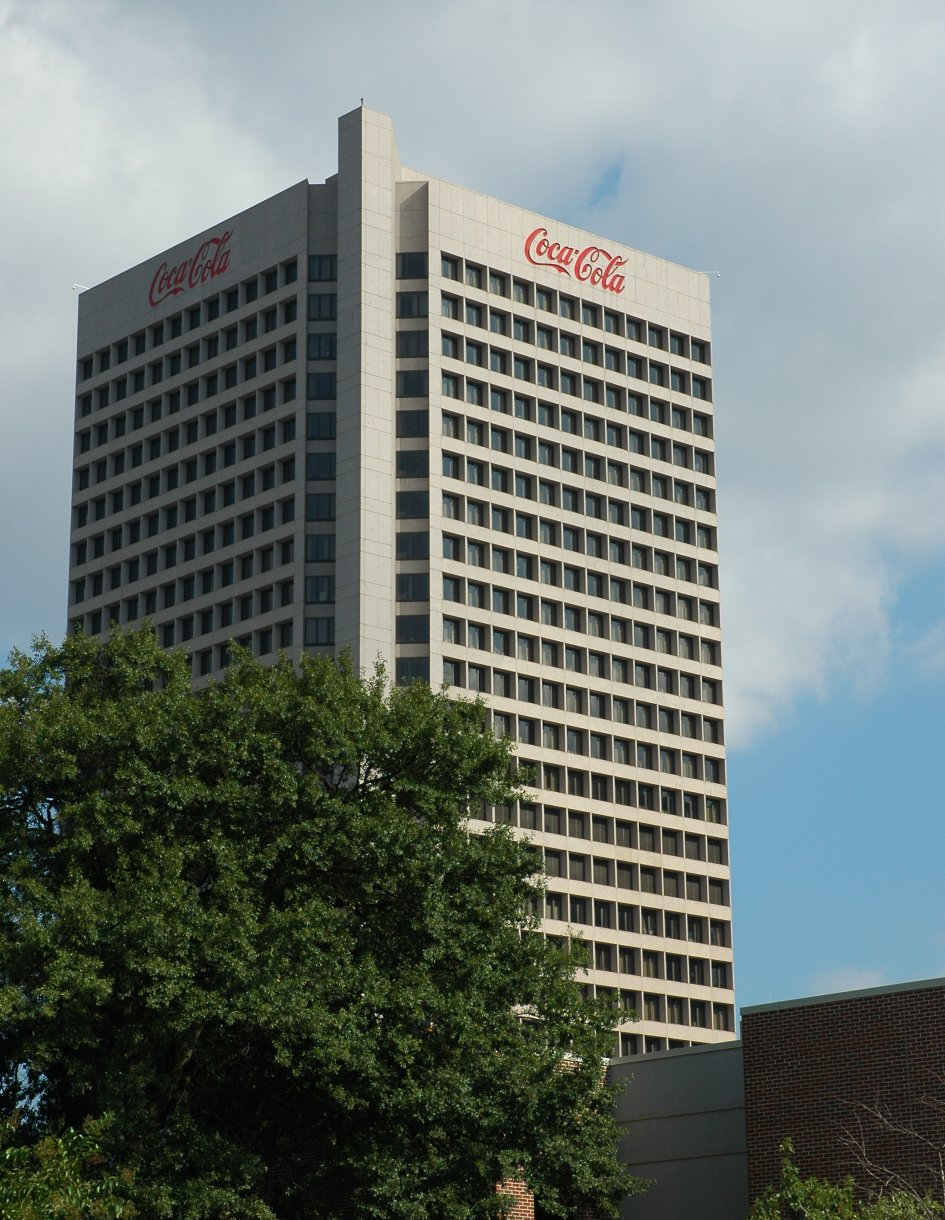
Coca-Cola-Zentrale in Atlanta

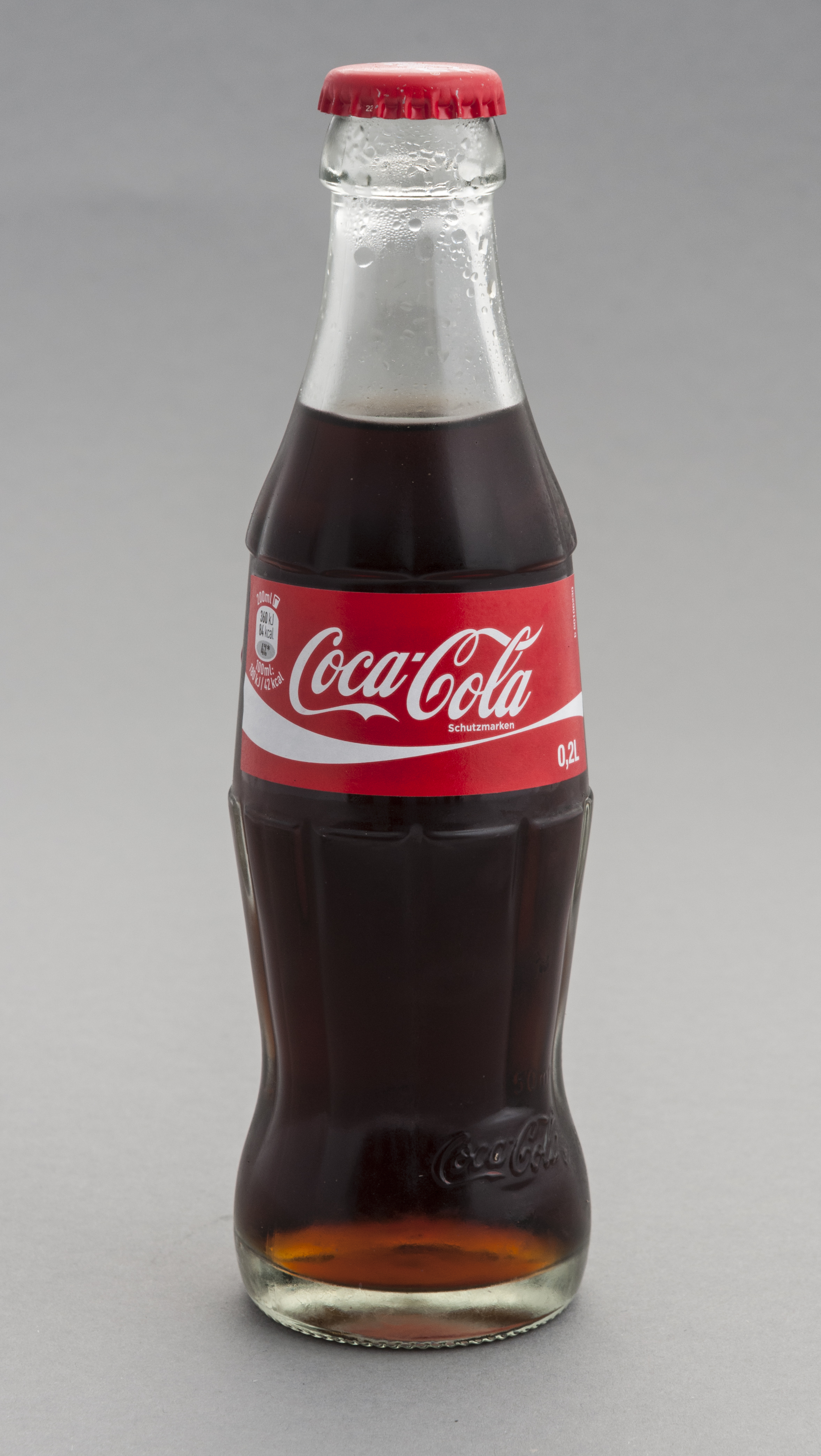
Coca-Cola-Konturflasche

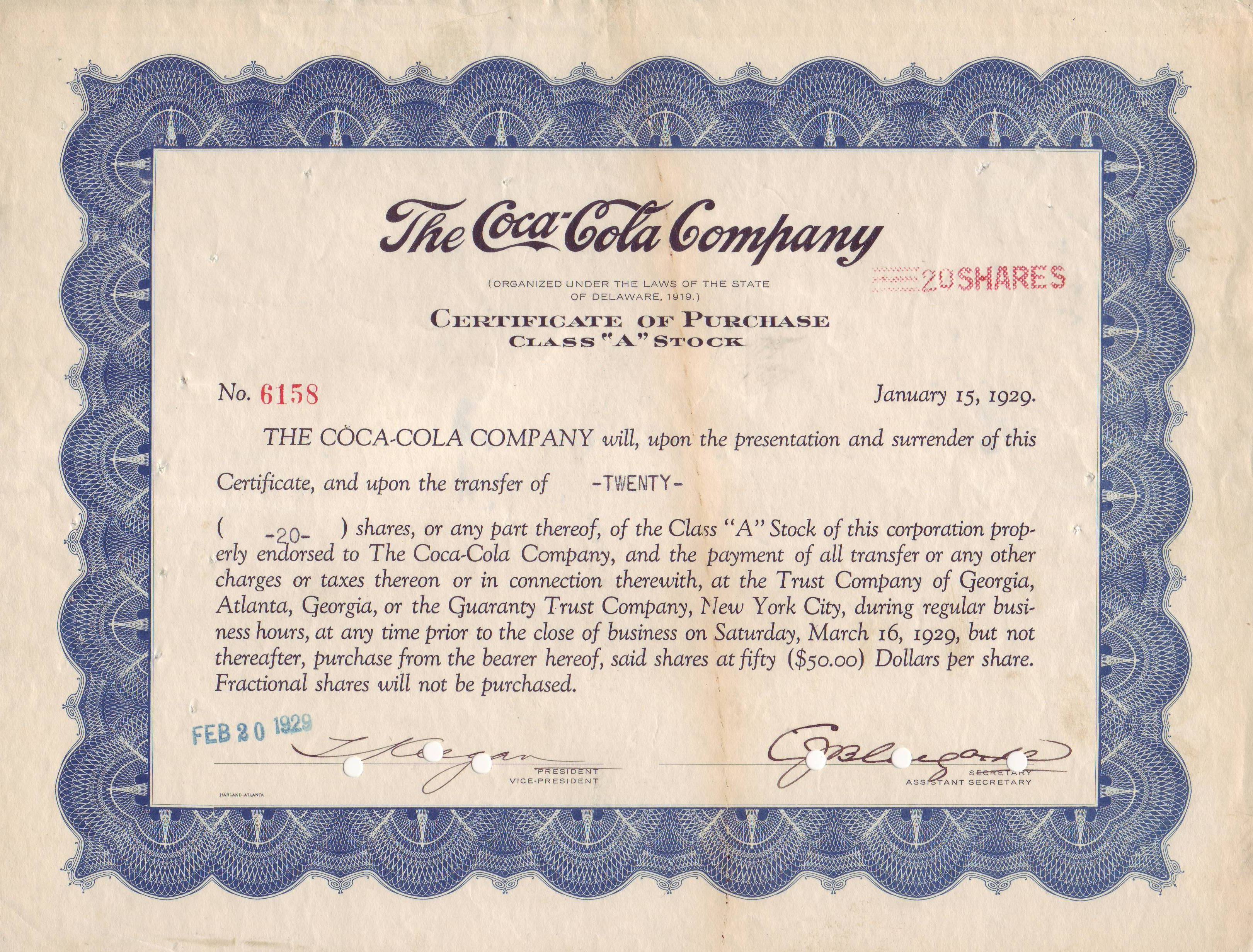
Kaufschein über 20 Aktien der Coca-Cola Company vom 20. Februar 1929

The Coca-Cola Company ist ein US-amerikanischer Getränkehersteller mit Schwerpunkt auf Erfrischungsgetränke und Sitz in Atlanta, Georgia in den USA. CEO ist James Quincey.
Die Coca-Cola Company bezeichnet sich als das größte Getränkeunternehmen weltweit. Das Unternehmen verkauft über 4000 Produkte in mehr als 200 Ländern der Welt. Bis September 2012 war die Firma in Kuba, Nordkorea und Myanmar nicht vertreten. Seit September 2012 wird Myanmar jedoch wieder beliefert. Im Zuge des russischen Angriffs auf die Ukraine wurde ein Rückzug des Geschäfts aus Russland angekündigt, über Multon Partners ist das Unternehmen aber weiter im Markt aktiv.
Zwei Drittel des Umsatzes werden außerhalb der USA erzielt. Das Unternehmen beherrscht über die Hälfte des weltweiten Marktes, wobei die Produktion dieser Getränke vor allem durch nationale Lizenzabfüllbetriebe übernommen wird.
Das bekannteste Produkt ist die namengebende Coca-Cola. Weitere Getränkemarken der Coca-Cola Company sind etwa Fanta, Sprite, mezzo mix, Lift, Fuze Tea, Bonaqa, Apollinaris, Minute Maid (Cappy), Powerade und Glacéau.

## Geschichte

### Der Anfang unter Pemberton
Erfunden wurde Coca-Cola von John Stith Pemberton am 8. Mai 1886. Der Kriegsveteran und Pharmazeut aus Atlanta braute mit Wein, Kolanüssen, Damiana und einem Extrakt aus den Blättern der Cocapflanze einen Sirup als Mittel gegen Müdigkeit, Kopfschmerzen und Depressionen, das er Pemberton’s French Wine Coca nannte. Vorbild hierfür war der beliebte Vin Mariani. Sein Ziel war es, durch das enthaltene Kokain einen Ersatz für das damals beliebte, aber mit Nebenwirkungen behaftete Morphin zu finden. Nachdem am 25. November 1885 Atlanta und Fulton County beschlossen hatten, die Prohibition am 1. Juli 1886 versuchsweise für zwei Jahre einzuführen, war Pemberton gezwungen, den Wein aus dem Getränk zu nehmen, und erfand so Coca-Cola. Den Namen leitete er aus den Zutaten Kokablatt (englisch: coca leaves) und Kolanuss (englisch: cola nut) ab.
Mit Sodawasser gemischt wurde der Sirup erstmals am 8. Mai 1886 als Getränk in Jacob’s Pharmacy in Atlanta für 5 Cent pro Glas verkauft. Er wurde damals nicht als Erfrischungsgetränk, sondern als Medizin angepriesen. In Apotheken und den damals beliebten Soda-Bars vertrieben, gingen zu Beginn nur durchschnittlich 13 Gläser täglich über den Tresen.

### Aufstieg unter Candler
Nachdem Pemberton, vermutlich, um sich Geld für seine Morphinsucht zu beschaffen, das Rezept und die Rechte an Coca-Cola mehrfach verkauft hatte, verschaffte sich der Apothekengroßhändler Asa Griggs Candler nach mehreren Irrungen und vermutlich auch Betrügereien am 30. August 1888, kurz nach dem Tod des Erfinders, die Rechte an der Marke. Insgesamt hatte er 2.300 US-Dollar für die gesamten Rechte bezahlt. 1892 gründete er The Coca-Cola Company. Ein Jahr später ließ Candler Coca-Cola als Marke schützen und vermarktete sein Produkt schon 1895 in den gesamten USA und seit 1896 auch im benachbarten Ausland. Einer seiner Partner war Frank M. Robinson, Pembertons Buchhalter, der erst aus Enttäuschung darüber, von Pemberton beim Verkauf der Coca-Cola-Rechte übergangen worden zu sein, Candler das Rezept zukommen ließ und später die Produktion und vor allem Werbung von Coca-Cola organisierte. Da in den USA in immer mehr Bundesstaaten die Prohibition galt, hatte es Coca-Cola nicht schwer, sich mit seinem Verkaufspreis von einem Nickel (5 Cent) als „Ersatzdroge“ durchzusetzen.
Nachdem seit Mitte des Jahrzehnts Coca-Cola schon vereinzelt unter Verwendung des Sirups in Flaschen abgefüllt wurde, kam das Geschäft damit erst 1899, nach der Einführung von Kronkorken, richtig in Fahrt. In der Annahme, Coca-Cola sei hauptsächlich für Soda-Bars bestimmt, gab Candler die Rechte zur Abfüllung praktisch zum Nulltarif an Franklin Thomas und Joseph Brown Whitehead ab. Diese gründeten die Coca-Cola Bottling Co. und belieferten bald die gesamten Vereinigten Staaten. Coca-Cola wurde bald nicht mehr nur von der urbanen Oberschicht in Soda-Bars, sondern vor allem auch von der Landbevölkerung getrunken.

### Der gesellschaftliche Erfolg unter Woodruff

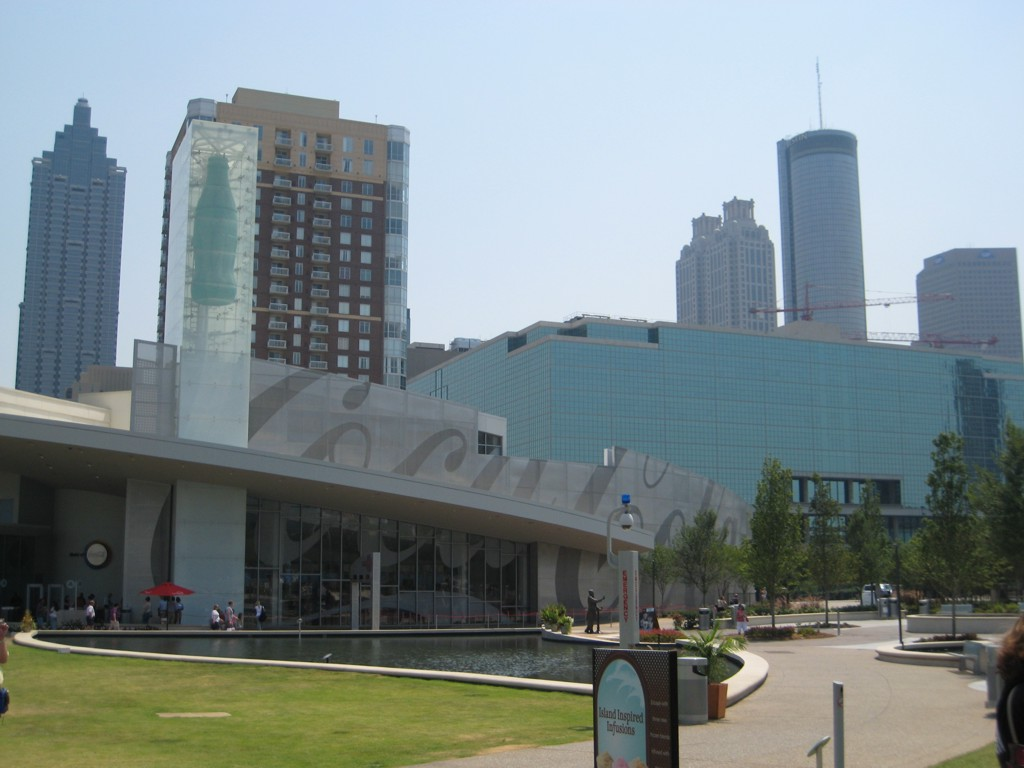
Coca-Cola-Museum in Atlanta

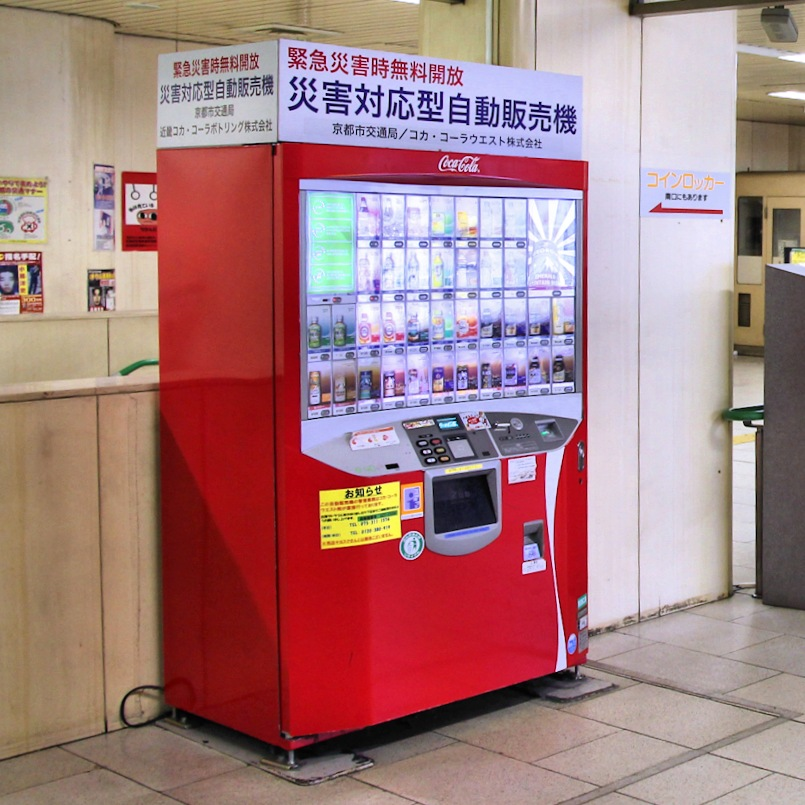
Coca-Cola Verkaufsautomat in Japan

Im Januar 1916 übergab Asa Candler die Führung des Geschäfts an seinen Sohn Howard, und zu Weihnachten des Jahres vermachte er seinen Verwandten seine 90 % der stimmberechtigten Aktien bis auf sieben Stück. Jedoch schon 1919 verkaufte Howard Candler hinter dem Rücken des Vaters die Coca-Cola Company an ein Konsortium aus Ernest Woodruff (1863–1944) und Eugene Stetson für 25 Mio. US-Dollar weiter.
1923 trat Robert W. Woodruff (1889–1985), der Sohn von Ernest Woodruff, seine Tätigkeit als neuer Präsident der Coca-Cola Company an. Unter seiner Führung wurde das Unternehmen und Coca-Cola das, was der Journalist William Allen White später als das „sublimierte Wesen Amerikas“ bezeichnete. Sein Ziel war es, dass Coca-Cola nie mehr als „eine Armlänge“ vom Zugriff des Kunden („within an arm's reach of desire“) entfernt sein dürfe und es weltweit zu verbreiten, wofür er 1926 das Foreign Sales Department – später The Coca-Cola Export Corporation – gründete.
Woodruff trat 1954 als Präsident zurück, blieb aber bis 1984 im Verwaltungsrat. Sein Einfluss auf das mächtige Finanzkomitee des Verwaltungsrates ermöglichte ihm auch weiterhin die Kontrolle über einen Großteil der Unternehmensführung, insgesamt über 60 Jahre lang.

### Coca-Cola und das Militär
Während des Zweiten Weltkrieges wurde in den USA der Zucker rationiert. Trotzdem versprach der damalige Chef Robert Woodruff für jeden Soldaten eine Coke für 5 Ct. Das war der Anfang einer engen Beziehung zwischen dem Militär und der Coca-Cola Company. So wurden in der Folgezeit auf Befehl des amerikanischen Generals Eisenhower („Eisenhower Cable“) 248 Coca-Cola-Angestellte in die Armee aufgenommen, die 64 Abfüllanlagen an den Kriegsschauplätzen errichteten, um die Versorgung mit Coca-Cola sicherzustellen, die als Rückgrat der Moral der Soldaten galt. Diese Angestellten erhielten, ohne dass sie gedient haben mussten, den Rang eines „Technical Observers“, ein Begriff, der ursprünglich für Panzer-Techniker geschaffen wurde. Vor Ort hatten die Coca-Cola-Techniker mit verschmutztem Wasser, Krankheiten, veralteten Geräten und Arbeitskräftemangel zu kämpfen. In manchen Abfüllanlagen wurden auch deutsche und japanische Kriegsgefangene eingesetzt.
Während des Krieges starben drei Coca-Cola-Techniker, vermutlich, weil ihr Flugzeug abgeschossen wurde. Für das Militär füllte man Coca-Cola 1950 auch zum ersten Mal in Dosen ab.

### Weiße Cola
Nachdem Marschall der Sowjetunion Georgi Schukow durch Dwight D. Eisenhower Ende der 1940er-Jahre Coca-Cola kennenlernte, stieß er die Produktion von Weißer Cola an, die wie Wodka aussah, da er nicht mit dem Symbol des amerikanischen Imperialismus gesehen werden wollte.

### Der finanzielle Erfolg unter Goizueta
Im August 1980 wurde Roberto Crispulo Goizueta Präsident der Coca-Cola Company. Unter ihm und dem damaligen Präsidenten wurde 1982 Diet Coke eingeführt, die sich als Riesenerfolg herausstellte. 1985 änderte Coca-Cola sein Rezept und bot das Produkt unter dem Namen New Coke in den USA an. Nach massiven Protesten der Verbraucher wurde jedoch kurz darauf die alte Rezeptur unter dem Namen Coca-Cola Classic wieder eingeführt. Goizueta blieb Präsident, bis er 1997 an Lungenkrebs starb.

### Neuere Geschichte
Nach Beendigung der Offensive der Alliierten im Irak-Krieg war Coca-Cola das erste Unternehmen, das im kriegszerstörten Irak seine Verteilungszentren einrichtete. Noch während des Krieges versorgte Coca-Cola alle US-Soldaten mit Sonnenbrillen. Ähnlich wie im Zweiten Weltkrieg wurden außerdem US-Soldaten im Irak von Coca-Cola auch mit Getränken versorgt. Im Sommer 2005 erhielt der Konzern nach 40 Jahren eine Verkaufs-Lizenz für den Irak. Im selben Jahr erwarb das Unternehmen, zusammen mit Coca-Cola HBC den russischen Getränkehersteller Multon, welcher etwa 25 % des russischen Saftmarktes abdeckte.
2016 erwarb Coca-Cola für 3,15 Milliarden US-Dollar den bisher von AB InBev gehaltenen Mehrheitsanteil an Coca-Cola Beverages Africa.
Am 1. Mai 2017 löste James Quincey den bisherigen CEO Muhtar Kent ab, der mehrere Jahre die Position innehatte.
Im August 2018 übernahm Coca-Cola die laut Reuters weltweit zweitgrößte Kaffeekette Costa Coffee für rund 4,4 Milliarden Euro.

### Gegenwart
Coca-Cola ist die höchstdotierte Getränkemarke der Welt und liegt heute (Stand: 2015) mit einem Wert von 78,423 Milliarden US-Dollar weltweit auf Platz 3 der teuersten Marken der Welt. Der Umsatz lag im Jahre 2010 bei 35,1 Milliarden US-Dollar bei einem Nettoergebnis von 11,8 Milliarden US-Dollar mit einer Gesamtabfüllmenge von etwa 130 Milliarden Liter.
Heute ist Coca-Cola in fast jeder Region der Erde das am meisten verkaufte Cola-Getränk. Eine der wenigen Ausnahmen bildet Thüringen, wo Vita Cola Marktführer bei Colas ist.
Im Jahr 2025 führte die Coca-Cola Company Cola mit Rohrzucker als neue Produktvariante in den USA ein. Zuvor hatte US-Präsident Donald Trump, der als ein Heavy User der Diet Coke gilt, eigenen Angaben zufolge der Konzernführung die Einführung von Cola mit Rohrzucker vorgeschlagen. Trumps Gesundheitsminister Robert F. Kennedy Jr. hatte Maissirup, das in der US-amerikanischen Standardcola vorwiegend enthalten ist, zuvor als ungesund kritisiert.

## Geschäftszahlen
Im Geschäftsjahr 2017 erwirtschaftete die Coca-Cola Company einen Umsatz von 35,2 Mrd. US-Dollar bei einem Gewinn von 1,2 Mrd. US-Dollar. Seit dem Jahre 2012 hat der Konzern mit fallenden Umsätzen zu kämpfen. Der Börsenwert betrug im Oktober 2018 ca. 197 Mrd. US-Dollar, womit Coca-Cola zu den wertvollsten Herstellern von Konsumgütern zählt. Die Schulden des Unternehmens beliefen sich im ersten Quartal 2017 auf 47,8 Mrd. US-Dollar.
| Jahr | Umsatz | Gewinn | Bilanzsumme | Börsenwert |
| ---- | ------ | ------ | ----------- | ---------- |
| 2003 | 20,9   | 4,4    | 27,3        | 108        |
| 2004 | 21,7   | 4,9    | 31,8        | 124        |
| 2005 | 23,1   | 4,9    | 29,4        | 100        |
| 2006 | 24,1   | 5,1    | 30,0        | 118        |
| 2007 | 28,9   | 6,0    | 43,3        | 136        |
| 2008 | 31,9   | 5,8    | 40,5        | 142        |
| 2009 | 31,0   | 6,8    | 48,7        | 105        |
| 2010 | 35,1   | 11,8   | 72,9        | 131        |
| 2011 | 46,5   | 8,6    | 80,0        | 151        |
| 2012 | 48,0   | 9,0    | 86,2        | 154        |
| 2013 | 46,9   | 8,6    | 90,1        | 162        |
| 2014 | 46,0   | 7,1    | 92,0        | 182        |
| 2015 | 44,3   | 7,4    | 90,0        | 184        |
| 2016 | 41,9   | 6,5    | 87,3        | 186        |
| 2017 | 35,4   | 1,2    | 87,9        | 188        |
| 2018 | 34,3   | 6,4    | 83,2        |            |
| 2019 | 37,3   | 8,9    | 86,4        | 235        |
| 2020 | 33,0   | 7,7    | 87,3        |            |
| 2021 | 38,7   | 9,8    | 94,4        | 261        |
| 2022 | 43,0   | 9,5    | 92,8        |            |
| 2023 | 45,8   | 10,7   | 97,7        |            |
| 2024 | 47,1   | 10,6   | 100,5       | 266        |

## Coca-Cola im deutschsprachigen Raum

### Deutschland
Coca-Cola gibt es in Deutschland seit dem 8. April 1929.
Thüringen ist mit Vita Cola eine von wenigen Regionen weltweit, wo Coca-Cola nicht Marktführer bei Cola-Getränken ist.

### Österreich
2003 wurde der führende Mineralwasserhersteller Österreichs, Römerquelle, zu dem auch die kleinere Markusquelle gehört, die seit 2009 nicht mehr genutzt wird, an den Coca-Cola-Konzern verkauft. In Österreich wird Coca-Cola durch Coca-Cola HBC produziert und abgefüllt, einem Unternehmen das in ganz Osteuropa und Italien für die Abfüllung des Getränks verantwortlich ist. Die Coca-Cola Beverages Austria war zudem bis 2019 für den Vertrieb der österreichischen Traditionsmarke Almdudler verantwortlich.

### Schweiz
Coca-Cola ist seit 1936 durch die Einführung des Berner Max Stooss mit eigener Abfüllung in der Schweiz vertreten. 1994 stieg Coca-Cola mit der Marke Nestea ins Eistee-Segment und im Jahr 2001 mit Minute Maid ins Fruchtsaft-Segment ein. Im Oktober 2002 wurde die Valser Mineralquellen AG übernommen. Die Coca-Cola Schweiz GmbH ist eine Tochtergesellschaft der Coca-Cola Company. Die Coca-Cola Schweiz GmbH ist Lizenzgeberin an die eigentliche Getränkeproduzentin, die Coca-Cola HBC Schweiz AG mit Sitz in Brüttisellen. Diese gehört wie der österreichische Abfüller ebenfalls zur Coca-Cola HBC.

## Kritik und Kontroversen

### Plastikmüll

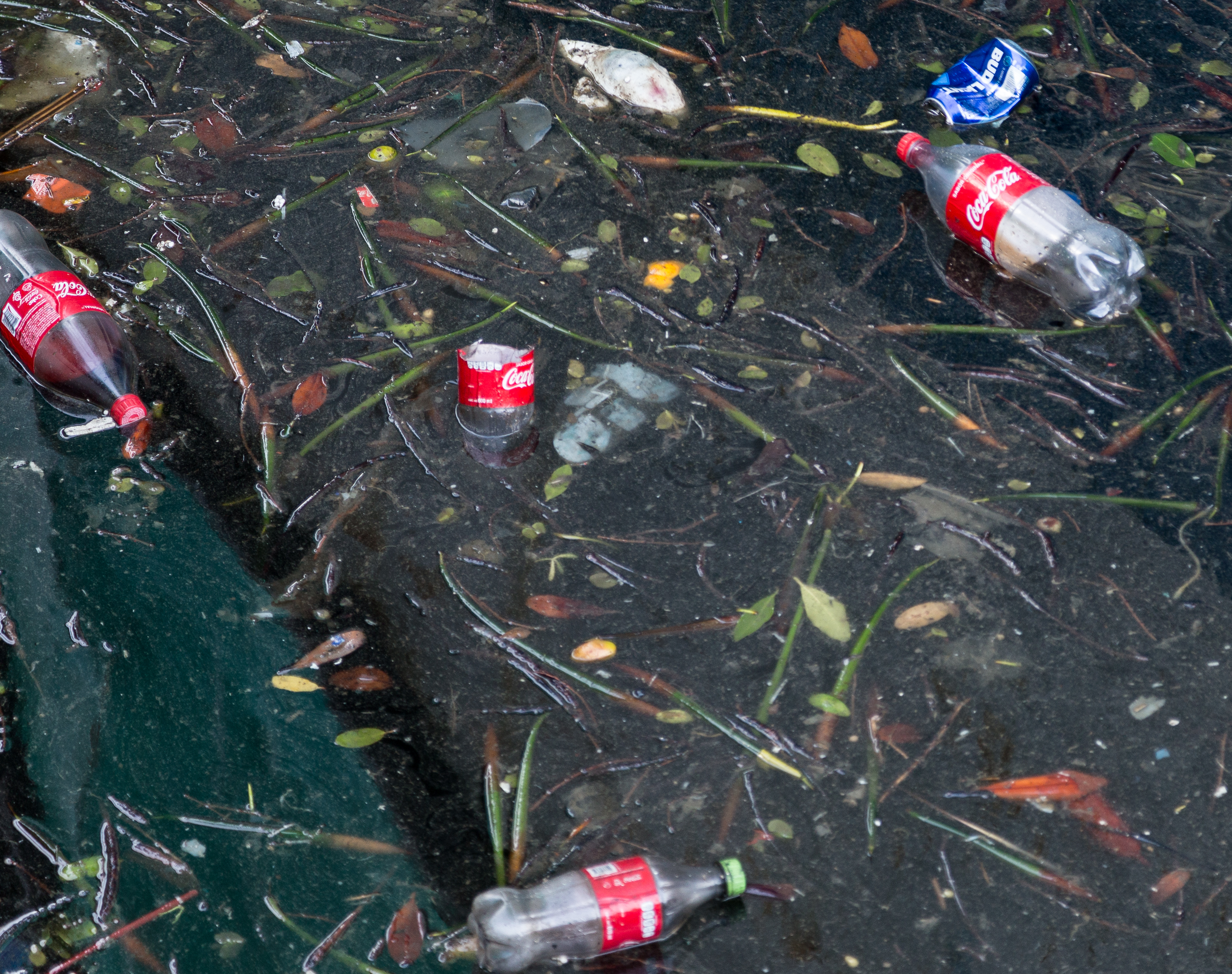
Coca-Cola-Flaschen in einem See

Coca-Cola gilt laut Experten als weltgrößter Plastikverschmutzer, jährlich produziert er 88 Milliarden Plastikflaschen. Einer Studie der NGO „Break Free From Plastic“ zufolge wurden in 51 von 55 untersuchten Ländern am meisten weggeworfene Flaschen des Konzerns an Stränden, Flüssen oder Parks gefunden. Darüber hinaus steht Coca-Cola wegen Greenwashing in der Kritik, so wurde etwa das Sponsoring der Weltklimakonferenz 2022 heftig kritisiert. Coca-Cola würde hinter den Kulissen heftig gegen strengere Umweltgesetze lobbyieren, so die NGO Greenpeace. Rund 950.000 Euro habe der Konzern alleine im Jahr 2018 für Lobbying in der Europäischen Union aufgewendet.
Die Deutsche Umwelthilfe (DUH) kritisierte das Vorhaben der Coca-Cola Company, ab April 2018 in Deutschland neue 0,15-Liter-Minidosen anzubieten. Die geplante Verpackung sei besonders ressourcenintensiv und mache das Produkt in Relation zum Inhalt deutlich teurer. Darüber hinaus sei es besonders ärgerlich, dass die Mini-Dose vor allem Kinder an zuckerhaltige Limonaden heranführen könnte. Die Getränkedosenherstellung verbrauche viel Energie, da sie von bundesweit nur wenigen Abfüllanlagen über lange Strecken transportiert werden müsse. Für das benötigte Aluminium- oder Eisenerz müssten wiederum im südamerikanischen Urwald, in Asien oder Australien Böden abgebaggert werden.

„Verwirren, verzögern, verhindern – das sind die Strategien von Konzernen wie dem größten Plastiksünder Coca-Cola, um möglichst wenig Verantwortung für die Verschmutzung der Umwelt und das Anheizen des Klimawandels zu übernehmen. Mit fadenscheinigen Umweltversprechen, wirkungslosen PR-Aktionen zum Plastiksammeln an Stränden, gezielten Falschinformationen und vermeintlich grünen Showprodukten blockieren Unternehmen seit Jahren eine Lösung der Plastikmüllkrise. Unternehmensversprechen und freiwillige Initiativen haben noch kein Umweltproblem nachhaltig gelöst. Wir brauchen eine konsequente Umweltgesetzgebung mit verbindlichen Zielen und Zeitangaben zur Zielerreichung“

### Kampagne gegen Pfandsystem

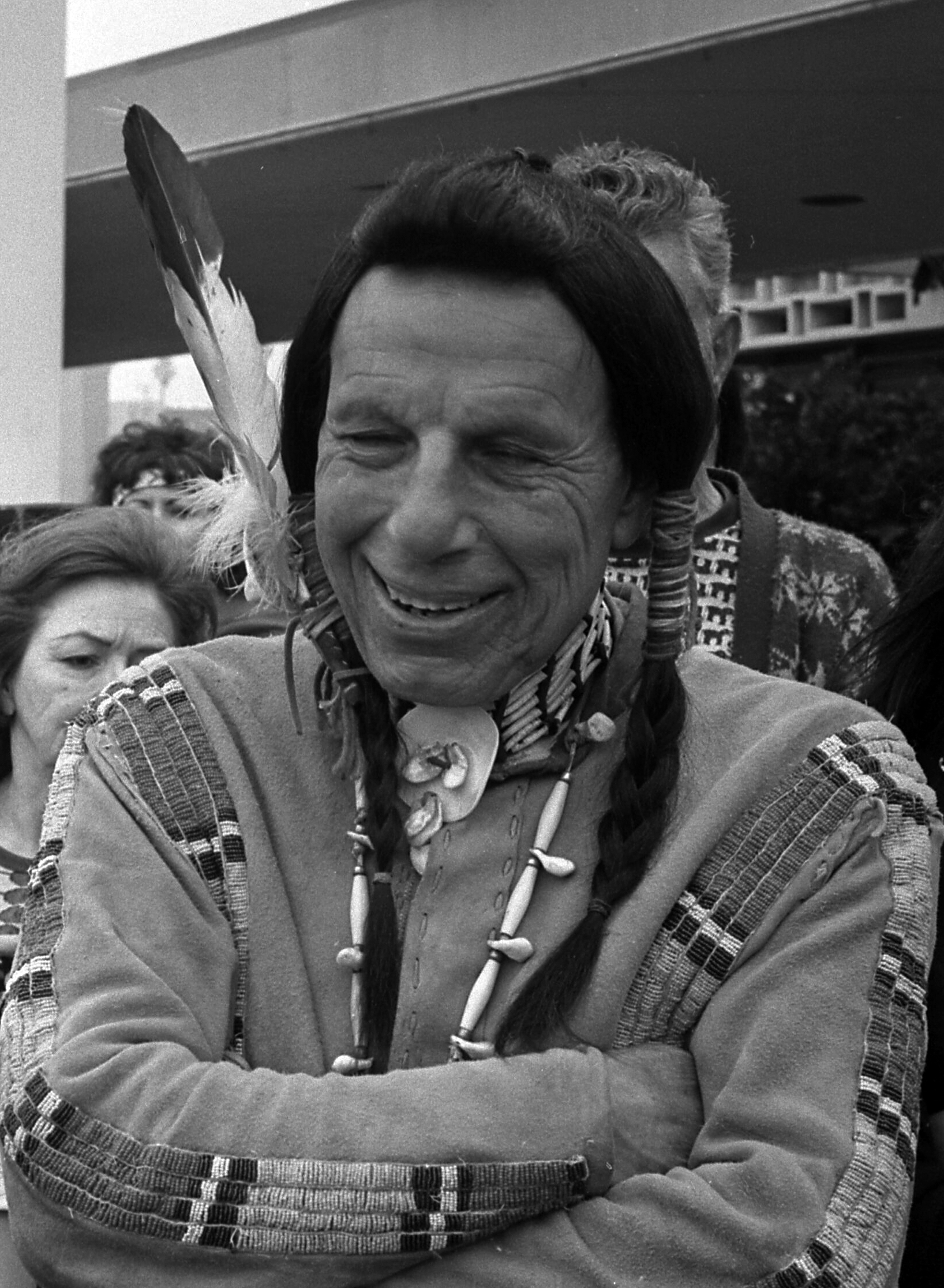
Schauspieler Espera Oscar de Corti als "Crying Indian" in der "Keep America Beautiful" Kampagne 1971.

In der Vergangenheit versuchte die Verpackungsindustrie in den USA systematisch die Verantwortung für das Müllproblem auf das persönliche Verhalten und das individuelle Handeln zu übertragen. Die von Coca-Cola finanzierte Kampagne Keep America Beautiful sollte gesetzliche Regelungen für die Einführung eines Pfandsystems verhindern. Das wäre eine systemische Lösung des Problems gewesen, hätte Coca-Cola aber einen Teil seines Profits gekostet. Der Urtyp der Ablenkungskampagne ist die Kampagne Keep America Beautiful mit einem weinenden Indianer (Crying Indian) in den USA in den frühen 1970er Jahren. Viele junge Leute fühlten sich danach angesprochen und aufgerufen, privat etwas gegen das Müllproblem in den USA zu tun. Die Kampagne war von einer New Yorker Agentur an der Madison Avenue entwickelt und von Coca-Cola und anderen Getränkeherstellern bezahlt worden. Bis heute gibt es nur in 13 der 50 US-Bundesstaaten Gesetze über ein Pfandsystem.

### Umgang mit Trinkwasser
2003 kam die Coca-Cola Company wegen einer 1998 errichteten Abfüllanlage in Indien in die Kritik. Die Anlage in Plachimada, im Verwaltungssitz des Distrikts Palakkad, entzog dem Boden täglich bis zu 1 Million Liter Grundwasser. Auf Dauer führte dies zu einer Absenkung des Grundwasserspiegels. Infolgedessen erhöhten sich Salzgehalt, Wasserhärte, Kalzium- und Magnesiumgehalt dermaßen, dass eine Nutzung als Trinkwasser oder zur Bewässerung der Felder unmöglich wurde. Zusätzlich führten durch Coca-Cola als Dünger in den Verkehr gebrachte Schlammabfälle zu Verunreinigungen und Hautproblemen bei der ansässigen Bevölkerung, da Schwermetalle enthalten waren. Die Anlage ist mittlerweile geschlossen, Coca-Cola übernahm jedoch keine Verantwortung für das Trinkwasserproblem.
In Panama wurde das Unternehmen zu einer Geldstrafe von 300.000 US-Dollar (umgerechnet etwa 210.000 Euro) verurteilt, da es im Jahr 2003 die Bucht von Panama sowie die Schlucht von Vista Hermosa mit Färbemitteln verschmutzt hat. Der Konzern muss auch für die Beseitigung der Schäden aufkommen.
2004 geriet der Konzern mit seiner Marke Dasani in Großbritannien in die Kritik. Es wurde aufbereitetes Themse-Wasser in Flaschen gefüllt und zu einem weit höheren Preis als Leitungswasser angeboten. Obwohl die Coca-Cola Company betonte, das Unternehmen reinige das Wasser von Verschmutzungen und Keimen und setze dafür hochwertige Mineralien zu, konnten in dem Wasser Bromat-Verunreinigungen nachgewiesen werden, die doppelt so hoch waren wie die Grenzwerte. Dafür bekam der Ableger Coca-Cola Company Großbritannien den satirischen Ig-Nobelpreis.

### Gesellschaftliche Probleme
Zudem werden der Coca-Cola Company beispielsweise rassistische Diskriminierung von Schwarzen und HIV-Infizierten in den USA und Afrika, Verletzung der Menschenrechte, Mord, Inhaftierung, Vertreibung, Entführung und Entlassungen von Gewerkschaftern in Kolumbien, Guatemala, Peru, Brasilien, den USA, Venezuela, Palästina, der Türkei und dem Iran vorgeworfen.
Nachdem in Kolumbien Gewerkschafter der lokalen Gewerkschaft Sinaltrainal ermordet wurden, die in Coca-Cola-Auftragsfirmen tätig gewesen waren, versuchten europäische Gewerkschaftslinke einen Boykott gegen Coca-Cola zu initiieren. Auch die Bundeskonferenz der Gewerkschaft ver.di rief 2004 zum Boykott auf.
Die Vorwürfe wurden von mehreren Gerichten in Kolumbien und den USA untersucht. Alle Klagen gegen Coca-Cola und seine kolumbianischen Abfüller wurden eingestellt oder abgewiesen. Die Internationale Arbeitsorganisation ILO der Vereinten Nationen hat 2008 die Arbeitsverhältnisse bei Coca-Cola in Kolumbien untersucht. Laut der ILO-Untersuchung halten die Abfüller von Coca-Cola die arbeitsrechtlichen Vorgaben ein. Die Untersuchung kommt jedoch auch zum Ergebnis, dass durch Outsourcing vieler Aktivitäten Coca-Cola systematisch die Möglichkeit der Arbeiter, ihre Rechte auszuüben und sich einer Gewerkschaft ihrer Wahl anzuschließen, verweigert und beschränkt.

### Bandenkriminalität in Kolumbien
Im Juli 2001 wurde das Coca-Cola-Unternehmen wegen des angeblichen Einsatzes politischer rechtsextremer Todesschwadronen (der Vereinigten Selbstverteidigungskräfte Kolumbiens) angeklagt, um kolumbianische Abfüller zu entführen, zu foltern und zu töten, die mit Gewerkschaftsaktivitäten in Verbindung stehen. Coca-Cola wurde vor einem US-Bundesgericht in Miami von der kolumbianischen Food and Drink Union Sinaltrainal verklagt. In der Klage wurde behauptet, Coca-Cola sei indirekt dafür verantwortlich, „mit paramilitärischen Sicherheitskräften, die extreme Gewalt ausübten und Gewerkschaftsführer ermordeten, folterten, rechtswidrig inhaftierten oder auf andere Weise zum Schweigen brachten“, einen Vertrag geschlossen oder diese anderweitig angewiesen zu haben. Dies löste Kampagnen zum Boykott von Coca-Cola in Großbritannien, den USA, Deutschland, Italien und Australien aus. Javier Correa, der Präsident von Sinaltrainal, sagte, die Kampagne ziele darauf ab, Druck auf Coca-Cola auszuüben, „um die Schmerzen und Leiden zu lindern“, die Gewerkschaftsmitglieder erlitten hatten.
Vom Firmensitz von Coca-Cola in Atlanta aus sagte der Unternehmenssprecher Rafael Fernandez Quiros, „Coca-Cola bestreitet jegliche Verbindung zu Menschenrechtsverletzungen dieser Art“, und fügte hinzu, „Wir besitzen oder betreiben die Anlagen nicht“.
Eine Dokumentation über die Kontroverse mit dem Titel The Coca-Cola Case wurde 2010 veröffentlicht.

### Unterstützung der eswatinischen Diktatur
Coca-Cola geriet in die Kritik, weil es den eswatinischen König Mswati III. gestützt haben soll. Mswati III. regiert diktatorisch und ist bekannt für Menschenrechtsverletzungen und Ausnutzung von Steuergeldern.
Nach Angaben der Coca-Cola Company besteht jedoch keine direkte wirtschaftliche Verbindung zwischen Coca-Cola und dem Staatsoberhaupt von Swasiland. Der lokale Konzentratbetrieb sei zu 100 % Eigentum der The Coca-Cola Company und ein wichtiger Arbeitgeber in der Region. Vielmehr unterstütze das Unternehmen vor Ort mit mehreren Millionen US-Dollar die Arbeit in HIV/AIDS-Zentren und die lokale Trinkwasseraufbereitung.

### Verbot in Indien
In Indien waren Coca-Cola und Pepsi von 1978 bis 1993 verboten, da sie ihre Rezepturen nicht offenlegen wollten. 2006 wurde der Verkauf von Coca-Cola im indischen Bundesstaat Kerala gestoppt, da eine Umweltschutzgruppe angeblich Pestizide in Coca-Cola und Pepsi gefunden hatte. Der Verkaufsstopp wurde kurze Zeit später vom obersten Gericht in Neu-Delhi aufgehoben. Das Gesundheitsministerium hatte Zweifel an den Ergebnissen der Studie.

### Boykott wegen Umweltverschmutzung
Wegen der Vorwürfe zu Umweltverschmutzungen in Indien und Morden in Kolumbien boykottieren in den USA seit Ende 2005 mehrere Universitäten den Verkauf von Produkten der Coca-Cola Company.
In Deutschland hat das Studierendenparlament der Westfälischen Wilhelms-Universität in Münster im Sommersemester 2007 einstimmig beschlossen, den US-amerikanischen Getränkehersteller Coca-Cola Company zu boykottieren. Ähnliche Beschlüsse von Studierendenparlamenten gab es an der Universität Trier, der Universität Bielefeld, der TU Dortmund (Bereits widerrufen), der Universität Duisburg-Essen, der Universität zu Köln und der Bergischen Universität Wuppertal.
Der Bund der Deutschen Katholischen Jugend (BDKJ) rief 2007 seine Mitglieder zum Boykott von Coca-Cola-Produkten auf. Der Aufruf wurde 2010 nochmal bestätigt.
Zur Fußball-Weltmeisterschaft 2006 wurden deutschlandweit Boykottaktionen geplant und durchgeführt, da die Coca-Cola Company als einer der Hauptsponsoren während der WM in Erscheinung trat. Auch große Gewerkschaften, wie zum Beispiel ver.di, unterstützten diesen Boykott und forderten von Coca-Cola ein Umdenken bezüglich ihres Firmenkonzepts. Im Jugendbereich ist das Boykott-Thema durch Aufkleber-, Flyer- und Infostandaktionen zu dem Thema publik.

### Coca-Cola reduziert 2024 seine Umweltziele
Kurz nach dem gescheiterten UN-Vertrag zur Plastikverschmutzung 2024 in Südkorea, kippte der Konzern seine Umweltziele. Bis 2024 hatte das Unternehmen noch geplant, dass bis 2030 mindestens die Hälfte des Verpackungsmaterials aus recyceltem Glas, Plastik und Aluminium stammen soll.
Nach den gescheiterten Verhandlungen über einen UN-Vertrag zur Umweltverschmutzung durch Plastikmüll will Coca-Cola den Anteil von recyceltem Material in der Verpackungsherstellung bis 2035 nur noch auf 35 bis 40 Prozent steigern. Eigene Sammel- und Recyclingbemühungen wurden um ein Viertel zurückgestutzt. Das bisher erklärte Ziel, ein Viertel der Getränke in wiederverwendbaren Gebinden zu verkaufen, ist von der Internetseite des Unternehmens verschwunden.

## Berühmte Mitarbeiter
- Robert Filliou, Künstler
- Max Schmeling, Boxer